# Лукау
Лукау (њем. Luckau) град је у њемачкој савезној држави Бранденбург. Једно је од 37 општинских средишта округа Даме-Шпревалд. Према процјени из 2010. у граду је живјело 10.334 становника. Посједује регионалну шифру (AGS) 12061320.

## Географски и демографски подаци
Лукау се налази у савезној држави Бранденбург у округу Даме-Шпревалд. Град се налази на надморској висини од 65 метара. Површина општине износи 206,4 km². У самом граду је, према процјени из 2010. године, живјело 10.334 становника. Просјечна густина становништва износи 50 становника/km².

## Међународна сарадња
| Мјесто | Држава | Врста сарадње | Од    |
| ------ | ------ | ------------- | ----- |
| Слава  | Пољска | партнерство   | 1991. |
| Извор  |        |               |       |